# NGC 3201

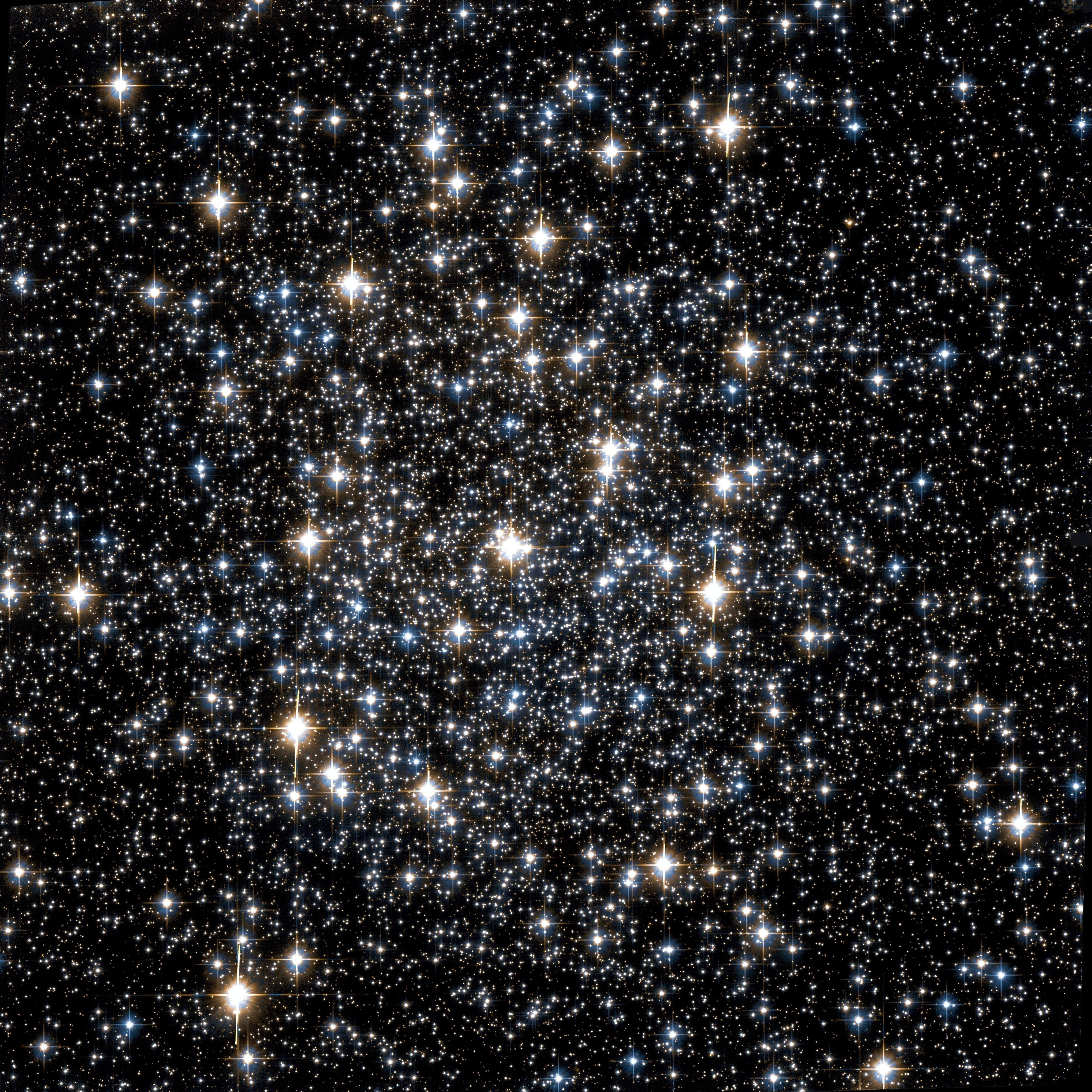
Hình ảnh của NGC 3201 chụp bằng kính viễn vọng không gian Hubble

NGC 3201 (hay còn được biết đến với tên gọi khác là Caldwell 79) là tên của một cụm sao cầu nằm ở độ vĩ thấp của Ngân Hà. Nó được nhà thiên văn học người Scotland James Dunlop phát hiện vào ngày 28 tháng 5 năm 1826 và liệt kê nó vào danh mục năm 1827 của ông. Nó có độ tập trụng các ngôi sao ở trung tâm thấp. Ông đã miêu tả nó là "Một tinh vân khá rộng, khá sáng có bán kính 4' hoặc 5', Các ngôi sao tập trung dần về phía trung tâm. Nó dễ dàng để nhìn thấy từng ngôi sao, hình dáng của nó thì khá bất thường và những ngôi sao của nó thì tập trung đáng kể ở phía nam".
Vận tốc xuyên tâm của cụm sao này thì cao một cách bất thường là 490 km/s, lớn hơn bất kì cụm sao nào được biết đến. Nhưng nó vẫn thấp hơn tốc độ vũ trụ cấp 2 của Ngân Hà. Khoảng cách của nó với mặt trời là khoảng xấp xỉ 16300 năm ánh sáng và có khối lượng vào khoảng 254000 lần khối lượng mặt trời. Tuổi của nó là thì khoảng 10,24 tỉ năm.
Mật độ sao của nó thì không đồng đều, thay đổi với khoảng cách từ lõi của nó. Nhiệt độ hiệu dụng của những ngôi sao cho thấy càng xa lõi thì nhiệt độ của các ngôi sao càng cao, càng gần lõi thì các ngôi sao càng đỏ và nhiệt độ càng thấp. Năm 2010, nó là 1 trong 2 cụm sao duy nhất (bao gồm Messier 4) có mật độ sao không đồng đều.